# 大日本塗料
大日本塗料株式会社（だいにっぽんとりょう、DAI NIPPON TORYO CO., LTD.）は関西ペイント・日本ペイントに次ぐ、日本国内第3位の総合塗料メーカー。

## 概要
重防食・建材用塗料の最大手。通称「DNT」として業界内でも知られている。三菱グループに属する塗料メーカーで、三菱広報委員会の会員企業である。2001年、田辺化学工業との合併を機に自動車・プラスチック塗料を強化した。

## 沿革
- 1929年（昭和4年）7月 - 日本電池（現・ジーエス・ユアサコーポレーション）から分社化され、鉛粉塗料株式会社として発足。
- 1936年（昭和11年）5月 - 旭硝子（現・AGC）系列の旭ラッカー製造所を吸収合併し、社名を大日本塗料株式会社に改称。
- 1949年（昭和24年）5月 - 東京証券取引所第一部上場。
- 1962年（昭和37年）7月 - 愛知県小牧市に小牧工場を建設。
- 1966年（昭和41年）4月 - 家庭塗料部門を分離し、サンデーペイント株式会社を設立。
- 1988年（昭和63年）4月 - 栃木県大田原市に那須工場を建設。
- 2001年（平成13年）10月 - 田辺化学工業株式会社と合併。
- 2019年（令和元年）8月 - 本社を大阪市此花区から大阪市中央区に移転。
- 2025年（令和7年）3月 - 神東塗料株式会社に対し株式公開買付けおよび第三者割当増資引受を実施し、連結子会社化[3]。

## ネットワーク
- 東京営業本部（東京都大田区）
- 工場 
  - 小牧工場（愛知県小牧市）
  - 那須工場（栃木県大田原市）
- 日本国外 
  - アジア：中国、シンガポール、タイ、マレーシア、インドネシア、ベトナム
  - 北米：メキシコ

## 関係会社
- 神東塗料株式会社
- DNライティング株式会社
- 大日本塗料北海道株式会社
- DNT山陽ケミカル株式会社
- サンデーペイント株式会社
- シンロイヒ株式会社
- 日塗化学株式会社
- ニットサービス株式会社
- 日塗エンジニアリング株式会社